# Finta v levo
Finta v levo je mladinski roman slovenskega pisatelja Ivana Sivca. Roman obravnava aktualno tematiko jemanja mamil, dilersko in rejversko sceno mladih v Sloveniji. Pisatelju je zgodbo pripovedoval glavni junak Jure, ki se je zaradi preprodaje tabletk ekstazi znašel v tržaškem zaporu. Ravno zaradi tega nosi knjiga podnaslov Izpoved mladega zapornika.
Knjiga je nekakšen priročnik tako za mlade kot za starše. Za mlade, da bi se znali izogniti vsem pastem življenja, za starše, da bi jim lažje pomagali ob vstopu v svet odraslih.

## Vsebina
Jure, osrednji lik Sivčeve zgodbe, je sedemnajstletni fant, visokorasel, kratkih, svetlečih las. Z mamo samohranilko živita v skromnem podnajemniškem stanovanju v Domžalah. Oče, uspešen poslovnež, si redkokdaj vzame čas za sina edinca.
Jure je povsem običajen najstnik, dijak drugega letnika, ki se poleg učenju posveča še svojim prijateljem, izbranki Petri, ob koncih tedna pa predvsem žuranju. Šestega maja 1998 se Juretovo življenje obrne na glavo. Na poti domov z žura se zgodi huda prometna nesreča, v kateri Petra izgubi življenje. Jure se nikakor ne more sprijazniti z njeno smrtjo. V šoli začne popuščati, kar privede do ponavljanja letnika in na koncu do izključitve. Brez izobrazbe in službe se kmalu znajde v primežu Crnega, šefa ljubljanskega podzemlja. Tako se začne njegova »dilerska« kariera. Iz Ljubljane se preseli na obalo, kjer mu posel še bolj cveti. V njegovo življenje vstopi novo dekle, Primorka Špela, ki jo spozna na rejverskem žuru v izolski diskoteki Ambasada Gavioli. Jure se ne zaveda, da je ravno Špela tista, ki bo usodno spremenila njegovo življenje. Ker hoče rešiti svojega fanta Daria iz zapora, nastavi Juretu past, v katero se ta ujame. Med poskusom prodaje ekstasy tablet tržaškemu kupcu ga ujamejo in za petnajst mesecev spravijo za zapahe. Zahvaljujoč mamini in Bobijini vztrajnosti na koncu le dočaka svobodo.  

## Zbirka
Roman je izšel v zbirki Tabu.

## Izdaje in prevodi
Slovenska izdaja knjige iz leta 2002 (COBISS)